# 亚历克西·热尼

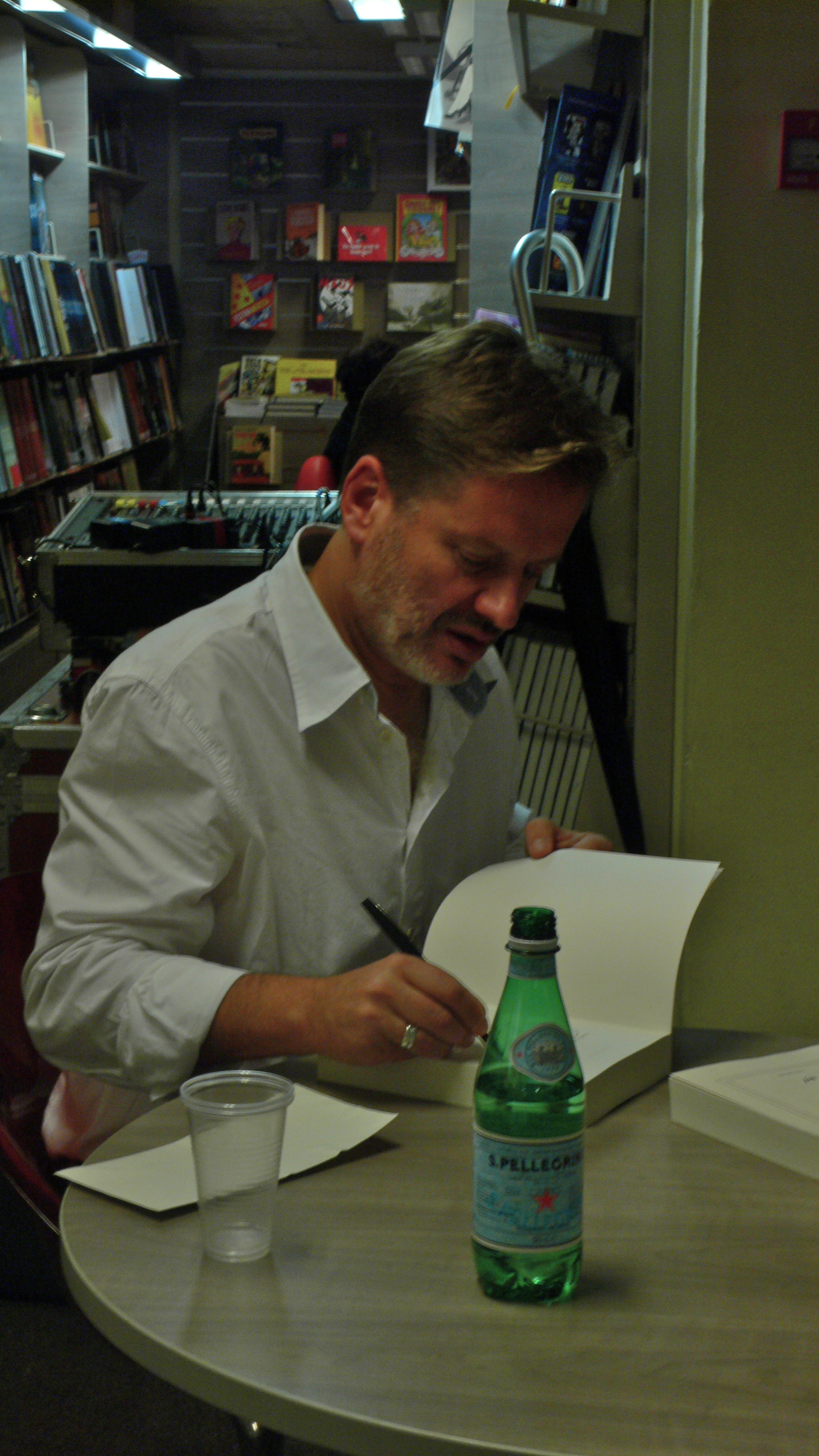
亚历克西·热尼

亚历克西·热尼（1963年生于里昂）是一位法国小说家和教师。他拥有生物学学位，是Saint-Marc中学的生命科学教师。他的处女作《法国兵法》出版于2011年8月，于同年11月2日获龚古尔文学奖。该书描述法国对印度支那和阿尔及利亚的殖民统治，是热尼的第三部长篇小说，也是第一部公开出版的小说。据热尼自己说，《法国兵法》的写作花了五年时间，他只在星期天才写作。